# Ossidazione di Sarett
L'ossidazione Sarett è una reazione organica che ossida gli alcoli primari e secondari rispettivamente in aldeidi e chetoni utilizzando triossido di cromo e piridina. A differenza della simile ossidazione di Jones, l'ossidazione di Sarett non ossiderà ulteriormente gli alcoli primari nella loro forma di acido carbossilico, né influenzerà i doppi legami carbonio-carbonio. Tuttavia, l'uso dell'ossidazione Sarett originale è diventato in gran parte antiquato, a favore di altre tecniche di ossidazione modificate. La reazione è ancora usata occasionalmente in ambienti di insegnamento e in ricerche di laboratorio su piccola scala.

Schema che mostra l'ossidazione di alcoli primari e secondari generici nelle rispettive aldeidi e chetoni tramite l'ossidazione di Sarett.

Struttura molecolare del reagente Sarett / Collins

La reazione prende il nome dal chimico americano Lewis Hastings Sarett (1917-1999). La prima descrizione del suo utilizzo appare in un articolo del 1953 scritto in collaborazione con Sarett che si riferisce alla sintesi di steroidi surrenali. Il documento propone l'uso del complesso piridina cromo CrO3-2C5H5N per ossidare gli alcoli primari e secondari. Il complesso diventerà noto come "Reagente di Sarett".
Sebbene il reagente Sarett fornisca buone rese di chetoni, la sua conversione degli alcoli primari è meno efficiente. Inoltre, l'isolamento dei prodotti dalla soluzione di reazione può essere difficile. Queste limitazioni sono state parzialmente risolte con l'introduzione dell'ossidazione di Collins. La componente principale del reagente di Sarett e del cosiddetto "reagente Collins" è lo stesso, ovvero il complesso piridinico (CrO3(C5H5N)2. L'ossidazione Collins varia dall'ossidazione Sarett solo in quanto utilizza cloruro di metilene al posto della piridina pura. I metodi inizialmente proposti per eseguire le ossidazioni Collins e Sarett non erano ancora ideali, tuttavia, poiché le proprietà igroscopiche e piroforiche del reagente Sarett ne rendono difficile la preparazione. Questi problemi portano a un miglioramento del protocollo di ossidazione Collins noto come variante Ratcliffe.

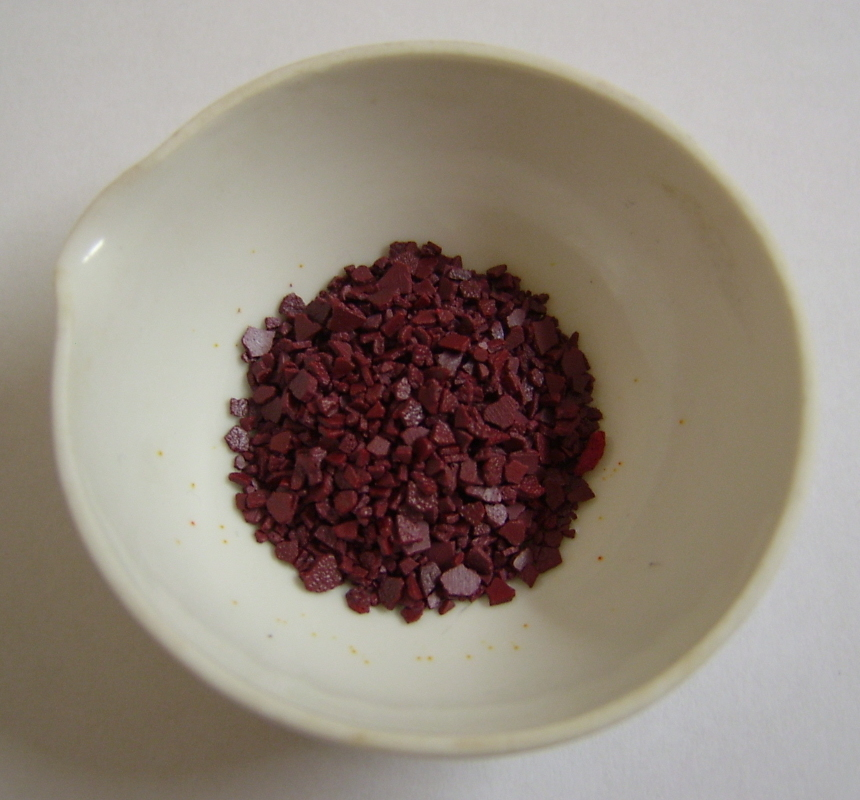
Il colore rosso mattone del triossido di cromo non reagito (anidride cromica).

Il reagente Sarett è stato originariamente preparato nel 1953 mediante aggiunta di triossido di cromo alla piridina. La piridina deve essere raffreddata perché la reazione è pericolosamente esotermica. Lentamente, il CrO3 rosso mattone si trasforma nell'addotto bis(piridina). Successivamente alla conversione al reagente Sarett, viene immediatamente utilizzato.

## Tecnica di Collins
L'ossidazione di Collins originale richiede che il reagente Sarett venga rimosso dalla piridina in eccesso e sciolto nel cloruro di metilene meno basico. Mentre il nuovo solvente migliora la resa complessiva della reazione, richiede anche il pericoloso trasferimento del reagente piroforico. La variazione Ratcliffe del 1970 ha ridotto il rischio di esplosione richiedendo la produzione in situ del reagente di Sarett. Ciò è stato ottenuto creando il reagente di Sarett secondo il protocollo originale utilizzando una miscela agitata di piridina e cloruro di metilene.

## Applicazioni specifiche
L'ossidazione di Sarett ossida efficacemente gli alcoli primari in aldeidi senza ossidarli ulteriormente in acidi carbossilici. Questa differenza fondamentale dall'ossidazione di Jones è dovuta al fatto che l'ossidazione di Jones si verifica in presenza di acqua, che si aggiunge all'alcol dopo l'ossidazione ad un'aldeide. Le ossidazioni di Sarett e di Collins si verificano in assenza di acqua. L'ossidazione di Sarett procede anche in condizioni basiche, il che consente l'utilizzo di substrati sensibili agli acidi, come quelli contenenti determinati gruppi protettivi. Questo è diverso dall'altra reazione di ossidazione acida comune come l'ossidazione di Baeyer-Villiger, che rimuoverebbe o altererebbe tali gruppi. Inoltre, il reagente di Sarett è relativamente inerte nei confronti dei doppi legami e dei gruppi tioetere. Questi gruppi non possono interagire efficacemente con il cromo del reagente di Sarett, rispetto al cromo nei complessi ossidanti usati prima del 1953.